# Cork Mid (circonscription du Dáil)
Cork City est une circonscription électorale irlandaise. Elle permet d'élire des membres du Dáil Éireann, la chambre basse de l'Oireachtas, le parlement d'Irlande. L'élection se fait suivant un scrutin proportionnel plurinominal avec scrutin à vote unique transférable.

## Députés
Note : Les colonnes de ce tableau sont utilisées uniquement à des fins de présentation et aucune importance ne doit être attachée à l'ordre des colonnes. Pour plus de détails sur l'ordre dans lequel les sièges ont été remportés à chaque élection, voir les résultats détaillés de cette élection.